# Novoselycja (okres Mukačevo)
Novoselycja (ukrajinsky a rusínsky Новоселиця, maďarsky Kisrétfalu, česky a slovensky Novoselice) je vesnice v obci Jabluniv, ve vesnické komunitě Vyšný Koropec (ukrajinsky Верхній Коропець), v mukačevském okrese Zakarpatské oblasti Ukrajiny. Součástí obce Novoselycja je Uško (ukrajinsky Ушко). V roce 2025 zde žilo 267 obyvatel.
U obce Novoselycja bylo otevřeno ložisko zemního plynu a jeho využití se rozvíjí.

## Historie
První písemná zmínka o této vsi pochází z roku 1505. Do uzavření Trianonské smlouvy byla ves součástí Uherska, poté byla (pod názvem Novoselice) součástí Československa. Od roku 1945 byla Novoselycja součástí Ukrajinské sovětské socialistické republiky, která byla jednou ze svazových republik Sovětského svazu, nakonec od roku 1991 je součástí samostatné Ukrajiny.